# Loser (singel Big Bangu)
„Loser” – singel południowokoreańskiej grupy Big Bang, wydany cyfrowo 1 maja 2015 roku przez YG Entertainment. „Loser”, razem z „Bae Bae”, znalazł się na singlu M. Utwór sprzedał się w liczbie 1 841 510 egzemplarzy w Korei Południowej (stan na 17.12.2016), uplasował się na szczycie wszystkich większych koreańskich rankingów muzycznych zdobywając status Perfect All-Kill.

## Tło
YG Entertainment zapowiedziało główne utwory „MADE Series: M” Big Bangu w trzecim zwiastunie: dwa utwory „Loser” i „Bae Bae”.
G-Dragon wyjaśnił znaczenie piosenki: „ludzie, którzy stoją w centrum uwagi są tylko ludźmi”, mówiąc, że uczucia każdego człowieka można zranić. Chciał też nadać piosence „bardziej uniwersalny” motyw nakreślając szerszą perspektywę, powiedział, że „Każdy żyje w innej sytuacji. W zależności od tego, jak to przyjmiesz, ta piosenka może być twoją historią.”.

## Teledysk
Teledysk został wyreżyserowany przez Han Sa-min, który wyreżyserował także teledyski do utworów „Blue”, „Bad Boy”, „Monster” oraz „Love Song”. Big Bang rozpoczęli filmowanie w tajemnicy w Los Angeles między 2 a 8 kwietnia 2015 roku.

## Covery
Ze względu na popularność tego utworu został on scoverowany przez wielu artystów, m.in. przez zespół wokalny Tritops (30 kwietnia). Epik High i Choi Jong-hoon z FTISLAND wydali cover poprzez Instagram. 8 maja Jung Dae-hyun z B.A.P wydał cover w serwisie YouTube, a Jun Sung Ahn nagrał skrzypcową wersję tego utworu.

## Lista utworów
| Nr | Tytuł   | Słowa                  | Kompozycja     | Aranżacja | Czas |
| -- | ------- | ---------------------- | -------------- | --------- | ---- |
| 1. | "Loser" | Teddy, T.O.P, G-Dragon | Teddy, Taeyang | Teddy     | 3:39 |

## Notowania
| Kraj              | Lista                         | Najwyższa pozycja |
| ----------------- | ----------------------------- | ----------------- |
| Korea Południowa  | Gaon Weekly Digital Chart     | 1                 |
| Korea Południowa  | Gaon Monthly Digital Chart    | 1                 |
| Korea Południowa  | Gaon Yearly Digital Chart     | 2                 |
| Korea Południowa  | Gaon Weekly Download Chart    | 1                 |
| Korea Południowa  | Gaon Monthly Download Chart   | 1                 |
| Korea Południowa  | Gaon Yearly Download Chart    | 3                 |
| Korea Południowa  | Gaon Weekly Streaming Chart   | 1                 |
| Stany Zjednoczone | Billboard World Digital Songs | 1                 |
| Japonia           | Japan Hot 100                 | 42                |
| Finlandia         | Suomen virallinen lista       | 26                |

## Sprzedaż
| Państwo          | Sprzedaż  |
| ---------------- | --------- |
| Korea Południowa | 1 841 510 |
| Chiny            | 1 643 800 |
| USA (Billboard)  | 9000      |